# Млинок (притока Різні)
Млино́к — мала річка в Україні, у Коростенському районі Житомирської області; ліва притока річки Різня (басейн річки Дніпро).

## Географія
Басейн річки Млинок розміщений в межах лісової зони Малинського району. Протікає по рівнинній території. Бере свій початок на висоті близько 160 м над рівнем моря на схід від села Клітня. Тече переважно на південний захід в межах Любовицького лісництва та впадає на південь від села Привітне до річки Різня на 8 км від її гирла. Гирло Млинка знаходиться на висоті близько 130 м над рівнем моря. Довжина річки — 5 км. У середній частині річки розташований невеликий ставок об'ємом 550 м3  та площею 1,4 га, оточений з усіх боків лісом.
Річка Млинок тече вздовж урочища Смислівка.

## Живлення
Живлення річки змішаного типу — поверхневі (дощові, снігові води) та підземні води.

## Використання
У басейні річки споруджена система меліоративних каналів.

## Історія
На деяких старих мапах назва річки вказана як Смислівка (рос. Смысловка, нім. Ssmysslowka, пол. Smyslowka) — за назвою однойменного урочища, вздовж якого вона тече.
Ще у 1920-х роках у пониззі річки Млинок на шляху з Любовичів до Янишівки існувало невелике поселення Колонія Смислівка, яке станом на 1 жовтня 1941 року на обліку вже не значилося.